# Zwergkuhle 9 (Quedlinburg)

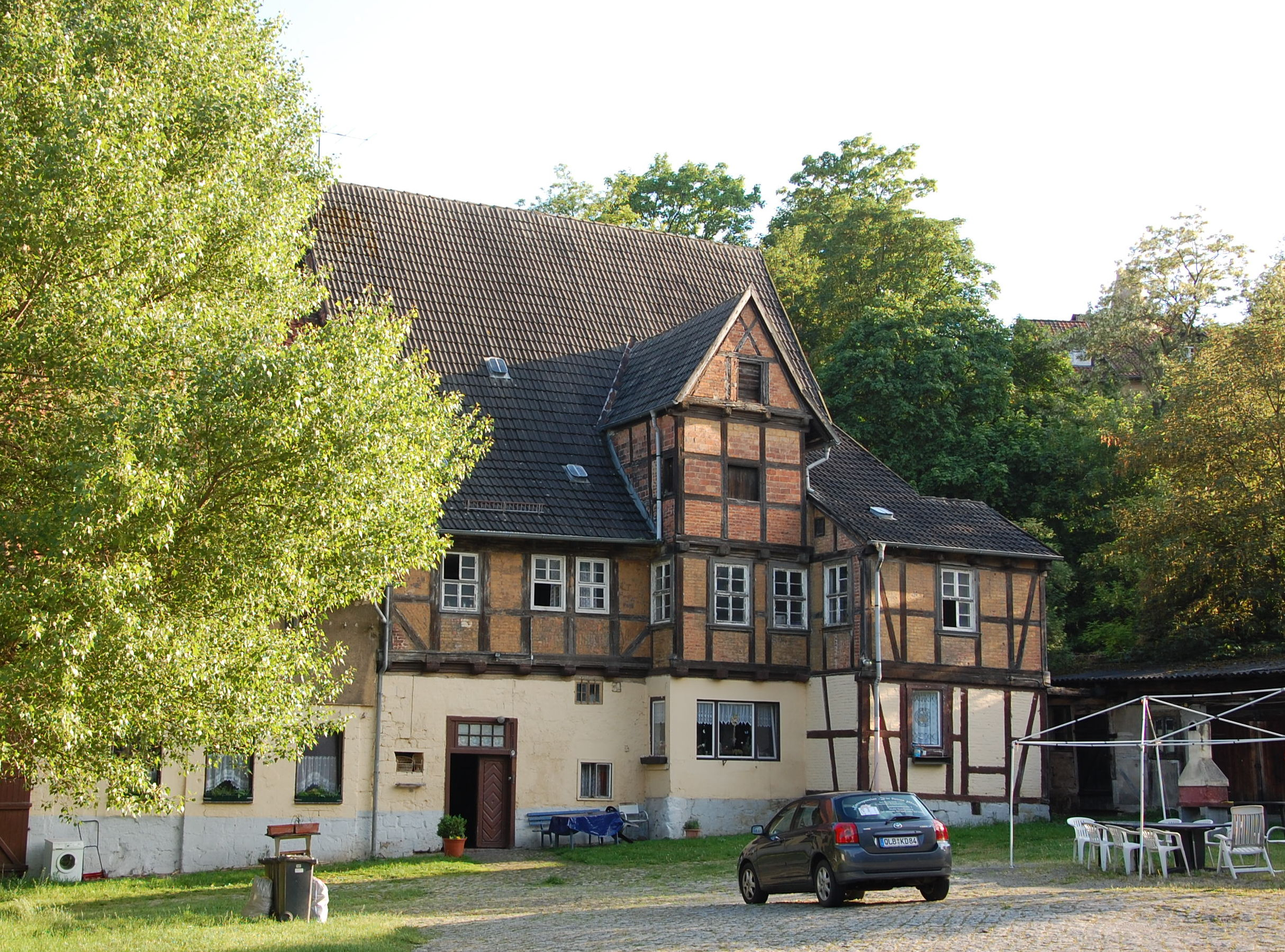
Haus Zwergkuhle 9, Wohnhaus auf der Südseite des Hofs

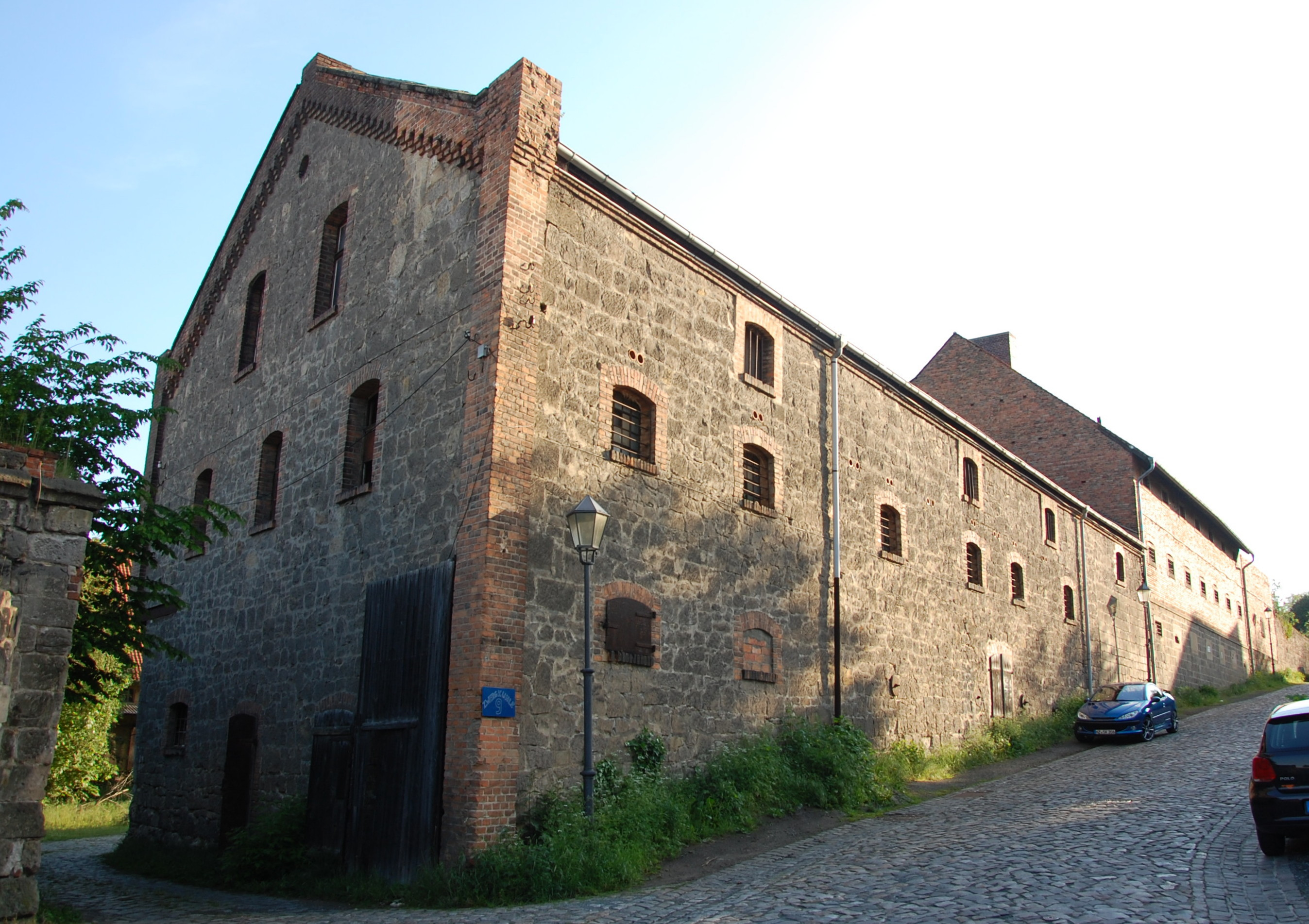
Wirtschaftsgebäude auf der Nordseite zur Straße Zwergkuhle

Zwergkuhle 9 ist ein denkmalgeschützter Hof in der Stadt Quedlinburg in Sachsen-Anhalt.

## Lage
Das im Quedlinburger Denkmalverzeichnis als Vorwerk eingetragene Anwesen befindet sich westlich der historischen Quedlinburger Altstadt, nördlich des Münzenberges. Es erstreckt sich auf der Südseite der Straße Zwergkuhle.

## Architektur und Geschichte
Der Hof besteht bereits seit dem Mittelalter und diente als Vorwerk des Münzenberges. Im Jahr 1821 erfolgte eine Separation und der Verkauf.
Das Wohnhaus des Hofs und ein direkt angrenzendes Wirtschaftsgebäude wurden in Fachwerkbauweise errichtet und dürften im Kern auf das Mittelalter zurückgehen. Sie stehen auf der Südseite der Anlage. Markant ist das ungewöhnlich hohe Dach. Während des 16. Jahrhunderts wurde vor das Wohnhaus ein Standerker gesetzt, auf dem ein Zwerchhaus ruht. An diesen Komplex wurde 1680 ein weiteres Wohngebäude angefügt. Dieser ebenfalls in Fachwerkbauweise errichtete Flügel ist zum Teil verputzt und verfügt über einen Erker. Unterhalb der Stockschwelle befinden sich Balkenköpfe.
Zum großen Wirtschaftshof gehören auch mehrere Speicher aus dem 19. Jahrhundert, die zum Teil aus Bruchsteinen, zum Teil aus Fachwerk gebaut wurden und über Verzierungen aus Ziegeln verfügen. Auf den Dächern finden sich Dachhechte.
Zum Baudenkmal gehört auch die Pflasterung des Hofs und die gemauerte Grundstückseinfriedung.